# Gamma Cephei
Gamma Cephei is een tweevoudige ster met een spectraalklasse van F8.V en M4.V. De ster bevindt zich 45,0 lichtjaar van de zon. De ster staat in het sterrenbeeld Cepheus. Doordat de aardas langzaam verschuift wordt geschat dat over 1000 jaar gamma Cephei onze nieuwe poolster zal zijn.